# Grier City-Park Crest
Grier City-Park Crest és una concentració de població designada pel cens dels Estats Units a l'estat de Pennsilvània. Segons el cens del 2000 tenia 954 habitants.

## Demografia
Segons el cens del 2000, Grier City-Park Crest tenia 954 habitants, 381 habitatges, i 283 famílies. La densitat de població era de 214,2 habitants per quilòmetre quadrat.
Dels 381 habitatges en un 27,3% hi vivien nens de menys de 18 anys, en un 59,6% hi vivien parelles casades, en un 10,5% dones solteres, i en un 25,7% no eren unitats familiars. En el 21,5% dels habitatges hi vivien persones soles l'11% de les quals corresponia a persones de 65 anys o més que vivien soles. El nombre mitjà de persones vivint en cada habitatge era de 2,5 i el nombre mitjà de persones que vivien en cada família era de 2,93.
Per edats la població es repartia de la següent manera: un 20,8% tenia menys de 18 anys, un 6,2% entre 18 i 24, un 25,4% entre 25 i 44, un 31,1% de 45 a 60 i un 16,6% 65 anys o més.
L'edat mediana era de 44 anys. Per cada 100 dones de 18 o més anys hi havia 92,9 homes.
La renda mediana per habitatge era de 42.574 $ i la renda mediana per família de 47.045 $. Els homes tenien una renda mediana de 35.435 $ mentre que les dones 21.944 $. La renda per capita de la població era de 17.443 $. Entorn del 9,9% de les famílies i el 9,7% de la població estaven per davall del llindar de pobresa.

## Poblacions més properes
El següent diagrama mostra les poblacions més properes.